# シネミス属
シネミス属（シネミスぞく、Sinemys）は、ジュラ紀後期から白亜紀前期にかけて知られるカメのステムグループの属。中華人民共和国から三種が知られるほか、日本からも暫定的にこの属に割り当てられた化石が知られていたが、後に不定属とされる。
タイプ種であるS. lensはジュラ紀後期-白亜紀前期の山東省より、シネミス・ガメラ（S. gamera）とS. brevispinusは白亜紀前期の内モンゴル自治区より記載されている。また、白亜紀前期の新疆ウイグル自治区からS. wuerhoensisと"Sinemys" efremoviが知られていたが、これらの種はシネミス属に含まれないとされており、後者はWuguia属に再分類された。
甲羅の後方に突起を持っていることを特徴とし、特にS. gameraにおいて顕著に発達している。この突起は流れの速い河川域で生息するため、甲羅の回転を制御するために用いられたと考えられている。